# بوب كيري
جوزيف روبرت كيري(Joseph Robert "Bob" Kerrey) (من مواليد 27 أغسطس 1943) هو سياسي أميركي شغل منصب محافظ من نبراسكاال35 بين عامي 1983-1987 انتخب لعضوية مجلس الشيوخ الأمريكي عن ولاية نبراسكا في الفترة من 1989 إلى 2001. وقبل دخوله معترك السياسة، خدم في حرب فيتنام كضابط ونال وسام الشرف لبطولته في القتال. قال ان العملية التي حصل بسببها على وسام الشرف، انه أصيب بجروح بليغة.
وكان كيري مرشح الحزب الديمقراطي للرئاسة البيت الابيض في عام 1992 . وقد تقاعد من مجلس الشيوخ في عام 2000 وحلت محله الحاكم السابق وزميله الديمقراطي بن نيلسون. من عام 2001 إلى عام 2010، شغل منصب عميد ذا نيو سكول التابعة لجامعة مدينة نيويورك.  في مايو 2010، تم اختياره ليصبح رئيس جمعية الفيلم الأمريكي, لكن جمعية الفيلم الأمريكي لم يتوصلوا إلى اتفاق لذلك تم اختيار السيناتور السابق كريس دود بدلا منه .
في عام 2012، سعى كيري في الانتخابات للعودة مجلس الشيوخ للفوز بمقعد الرئيس الحالي الديموقراطي بن نيلسون. وخسر أمام المرشح الجمهوري ديب فيشر.
في عام 2013، انضم كيري إلى مجموعة كارمن للضغط . [5]
و هو الرئيس المشارك للمجلس الاستشاري لمجموعة قضية واحدة أو ما تعرف بالإنجليزية بـ(Carmen Group Lobbying)، وهي المنظمة التي يصف مهمته ب «النضال من أجل إيجاد حلول حقيقية لمشكلة المال في السياسة». [6]

## نشأته و تعليمه
ولد كيري في لنكن (نبراسكا)، نبراسكا ،درس في المدارس العامة، وتخرج من الثانوية لينكولن شمال شرق . التحق بجامعة نبراسكا لنكولن في عام 1966 ليحصل على شهادة البكالوريوس في الصيدلة . 

## حياته الخاصة
وهو متزوج من سارة بالي. لديه ابن يدعى هنري (ولد في 10 سبتمبر 2001). و لديه ابنيين من زواجه السابق: بن و ليندسي.

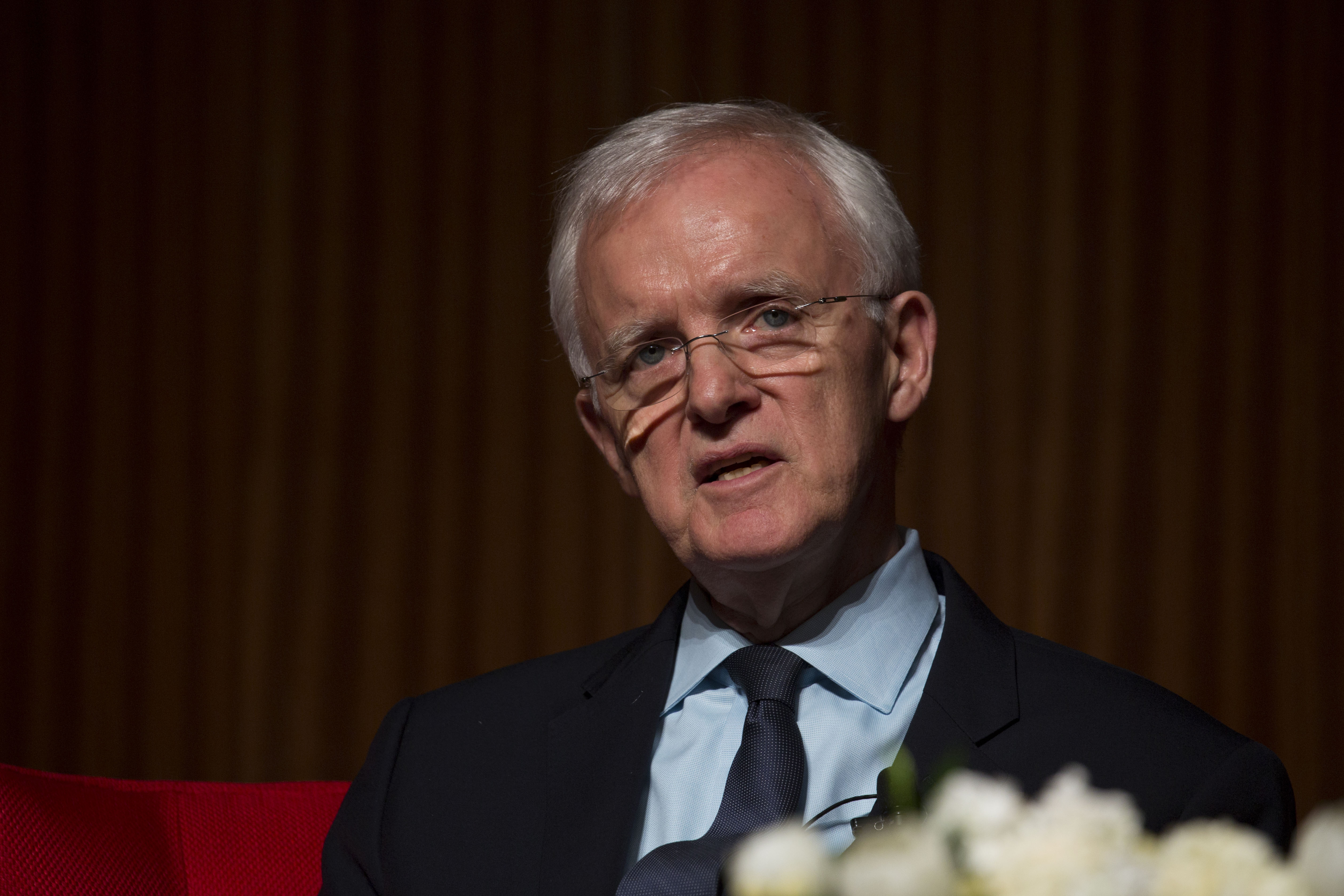
كيري في مكتبة في عام 2016

و في سنة 2012 نيويورك تايمز كتبت في افتتاحيتها من قبل الكاتب فرانك بروني أن كيري يصف نفسه بانه ملحد.

## عميد المدرسة الجديدة
خدم كيري رئيسا للمدرسة الجديدة من عام 2001 إلى عام 2010. وخلال هذا الوقت كانت له مواقف ضعيفة اذ لم نقل مخزية، مع أنه أمن مورد مالي كبير حيث رفعه من 94 مليون $ في 2001 حتي 206 مليون $ اليوم. وقال انه نجح في تأمين التمويل الاتحادي الكبير للمدرسة. ساعد كل من هذه العوامل المدرسة الجديدة في تحقيق نمو الأكاديمية الرئيسية والتوسع في عهد كيري رئيسا.
ترأس كيري برنامج طموح لتطوير الأكاديمية في الجامعة. وتحت قيادته، أطلقت الجامعة العديد من البرامج الأكاديمية الجديدة، بما في ذلك العديد من برامج الدرجة المشتركة. زيادة على ذلك ارتفاع نسبة الإلتحاق بنسبة 44٪ إلى أكثر من 10.200، وتضاعف التحاق بالدورات على شبكة الإنترنت. أشرف أيضا على زيادة حجم الكلية. حيث ارتفع عدد أعضاء هيئة التدريس المتفرغين من 156 في عام 2001 إلى أكثر من 372 في عام 2009. وساعد أيضا على إنشاء مجلس أعضاء هيئة التدريس العليا في الكلية، مما سمح للمدرسة بوضع معايير على مستوى الجامعة للترقية والتوظيف وتقييم أعضاء هيئة التدريس. بالإضافة إلى ذلك، تم رفع نسبة التثبيت في المنصب لجميع الأقسام الأكاديمية.
في 14 أبريل 2005، أعلن كيري أن الجامعة تقوم بتغيير اسمها من «جامعة نيو سكول» إلى «المدرسة الجديدة»، و شعار أقسامها الثمانية كما جعل كل الكيانات منفصلة و متخصصة تخدم مختلف الدوائر.
في ديسمبر 2012، ذكرت صحيفة وقائع التعليم العالي أن عام 2010، كان عام رحيله المتوقع حيث راتبه أكثر من 600،000 $، ، دون احتساب العلاوات والتعويضات المؤجلة وفوائد غير خاضع للضريبة، كان 3.047.703 $، مما يجعل كيري الأعلى أجرا في تصنيف رؤساء الكليات في الولايات المتحدة.